# Marcos Baselga
Marcos Baselga García (Zaragoza, Aragón, España, 15 de febrero de 1999) es un futbolista español que juega como delantero en el Nástic de Tarragona de la Primera Federación.

## Trayectoria
Hizo su debut absoluto con el Deportivo Aragón el 27 de agosto de 2017, jugando los últimos cinco minutos en un empate a domicilio 1-1 Segunda División B contra el Lleida Esportiu.
Anotó su primer gol en la categoría absoluta el 2 de septiembre de 2018, marcando el segundo en una victoria 4-0 en casa del C. F. Calamocha. Aproximadamente un año después, anotó cuatro veces el 6-0 al C. D. Binéfar.
El 14 de mayo de 2020 renovó su contrato hasta 2024 y ascendió definitivamente al primer equipo para la temporada 2020-21. Hizo su debut profesional el 20 de julio, entrando como suplente tardío de Jannick Buyla en una victoria por 2-1 en casa contra la S. D. Ponferradina para el campeonato de Segunda División.
En la campaña 2020-21 estuvo a préstamo en el Atlético Baleares de la Segunda B y el 29 de julio de 2021 fue cedido al Zamora Club de Fútbol de la Primera División RFEF por una temporada.
En la temporada 2022-23, firma por el Club Deportivo Calahorra de la Primera División RFEF, cedido por el Real Zaragoza.
Tras realizar una buena temporada con el conjunto riojano con 12 goles en 35 partidos, de cara a la temporada 2023-24 volvería a ser cedido, esta vez al C. E. Sabadell F. C. hasta final de temporada.
El 29 de agosto de 2024 Baselga terminó su contrato con el Real Zaragoza. El 31 de agosto firmó con el Club Deportivo Arenteiro de la Primera Federación como jugador libre.

## Clubes
| Club                             | País   | Año             |
| -------------------------------- | ------ | --------------- |
| Deportivo Aragón                 | España | 2017-2020       |
| Real Zaragoza                    | España | 2020-2024       |
| C. D. Atlético Baleares (cedido) | España | 2020-2021       |
| Zamora C. F. (cedido)            | España | 2021-2022       |
| C. D. Calahorra (cedido)         | España | 2022-2023       |
| C. E. Sabadell F. C. (cedido)    | España | 2023-2024       |
| C. D. Arenteiro                  | España | 2024-2025       |
| Nástic de Tarragona              | España | 2025-actualidad |